# Cyrtomium conforme
Cyrtomium conforme är en träjonväxtart som beskrevs av Ren-Chang Ching. Cyrtomium conforme ingår i släktet Cyrtomium och familjen Dryopteridaceae. Inga underarter finns listade.